# Castillon-du-Gard
Castillon-du-Gard är en kommun i departementet Gard i regionen Occitanien i södra Frankrike. Kommunen ligger i kantonen Remoulins som tillhör arrondissementet Nîmes. År 2022 hade Castillon-du-Gard 1 681 invånare.

## Befolkningsutveckling
Antalet invånare i kommunen Castillon-du-Gard
Referens:INSEE